# Snídaně šampiónů
Snídaně šampionů aneb Sbohem Modré pondělí (anglicky Breakfast of Champions, or Goodbye Blue Monday) je román amerického spisovatele Kurta Vonneguta z roku 1973. Děj je situován do městečka Midland City a popisuje příběh dvou mužů. První z nich Dwayne Hoover, úspěšný, ale pomalu šílící majitel prodejny Pontiaců a Kilgore Trout, spisovatel neúspěšných sci-fi povídek a románů. Od začátku knihy jsou obě postavy předurčeny k setkání, při kterém má Trout vyhnat Hooverovo šílenství do maxima. Z anglického originálu přeložil do češtiny Jaroslav Kořán.

## Děj
Na začátku jsou představeni oba hlavní hrdinové: Kilgore Trout, který i přesto, že je úplně neúspěšný spisovatel sci-fi povídek, je pozván na slavnostní otevření uměleckého centra do Midland City, což je domov Dwayne Hoovera. Dwayne Hoover, který začíná šílet kvůli „špatné chemii“ a inzultuje několik svých zaměstnanců a vedlejších postav, se kterými se díky jeho běsnění seznamujeme.
Kilgore Trout je hned na počátku své cesty přepaden a okraden. A protože při krádeži přijde o kalhoty, je pak následně i zatčen za obnažování. Po propuštění se ale dostává autostopem do Midland City. Nyní do příběhu vstupuje i autor, zprvu jako pozorovatel. Setkává se s Hooverem a Troutem v baru. Hoover se dostává k jedné z Troutových knih, která je napsána jako promluva Stvořitele vesmíru k jedinému člověku. V knize se dozvídá, že je jediná osoba na světě, která je schopná samostatného rozhodování, a že ostatní jsou pouze roboti naprogramovaní, aby mu připravovali v životě zkoušky. Dwayne si tedy vštěpí, že je ta jediná bytost on a zaútočí na několik osob v baru a okolí včetně Kilgora, kterému ukousne prst. Oba jsou odvezeni v sanitce.
Po Kilgorově propuštění se s ním setkává postava autora. Ten mu vše vysvětlí, že je stvořitelem tohoto světa právě on a že ho jako svůj výtvor může nechat žít kdekoli bude chtít. Autor se navrací do svého světa, když Kilgore na něj začne křičet hlasem autorova otce: „Vrať mi mé mládí! Vrať mi mé mládí!“

## Filmová adaptace
V roce 1999 byla natočena stejnojmenná filmová adaptace. Režie: Alan Rudolph, hrají: Bruce Willis, Albert Finney, Nick Nolte.